# (100048) 1991 TE14
(100048) 1991 TE14 es un asteroide perteneciente al cinturón de asteroides, descubierto el 2 de octubre de 1991 por Charles P. de Saint-Aignan desde el Observatorio del Monte Palomar, Estados Unidos.